# Novruz Mammadov
Novruz İsmayıl oğlu Mammadov (Russisch: Новруз Исмаил оглы Мамедов) (Nachitsjevan, 15 maart 1947) is een Azerbeidzjaans politicus en vertaler. Van 21 april 2018 tot 8 oktober 2019 was hij de premier van Azerbeidzjan.

## Biografie
Mammadov werd op 15 maart 1947 geboren in Nachitsjevan, destijds een kleine stad in de Azerbeidzjaanse Socialistische Sovjetrepubliek. Hij voltooide zijn middelbare schoolopleiding en studeerde vanaf 1964 Frans aan de Faculteit der Europese Talen van het Azerbeidzjaans Pedagogisch Instituut voor Vreemde Talen. Hij studeerde cum laude af en werkte in de jaren zeventig als beëdigd vertaler in landen zoals Algerije en Guinee. In 1991 behaalde zijn PhD in de Literatuurwetenschap.
op 12 april 1997 begon zijn politieke carrière nadat hij door president Hejdar Alijev werd benoemd tot hoofd van de afdeling internationale betrekkingen van zijn regering. Van 1995 tot 1997 werkte hij al als tolk voor Alijev. In 2002 werd hij ook benoemd tot Buitengewoon en Gevolmachtigd Ambassadeur. In 2005 werd hij lid van de Nationale Commissie voor UNESCO. Vanaf juni 2017 was hij assistent van de president van Buitenlandse Zaken en afdelingshoofd. Van 21 april 2018 tot 8 oktober 2019 werd hij bij decreet van president İlham Əliyev benoemd tot premier; het decreet trad onmiddellijk in werking nadat het door de president was ondertekend.
Məmmədov is getrouwd en heeft 3 kinderen. Naast het Azerbeidzjaans spreekt hij vloeiend Turks, Frans, Russisch en Engels.